# Wang Ciyue
Wang Ciyue (n. 14 noiembrie 1999, Nanjing, Republica Populară Chineză) este o sportivă ce a reprezentat Republica Populară Chineză, medaliată olimpică. A participat la 1 ediție a Jocurilor Olimpice (2024) în care a câștigat 1 medalie de aur.

## Participări
Lista de mai jos prezintă principalele competiții la care a participat Wang Ciyue de-a lungul carierei.
- Înot sincron la Jocurile Olimpice de vară din 2024 - echipă feminin